# District de Joualy
Le  district de Joualy (kazakh : Жуалы ауданы; russe : Жуалынский район) est un district de l'oblys de Djamboul au sud-est du Kazakhstan. 

## Géographie
Son centre administratif est Bauyrjan Momyshuly. 

## Démographie
Sa population est de 51 781 habitants en 2009.